# Kropiwniki
Kropiwniki (ukr. Кропивники) – wieś na Ukrainie w rejonie kowelskim, w obwodzie wołyńskim. W II Rzeczypospolitej miejscowość wchodziła w skład gminy wiejskiej Szack w powiecie lubomelskim województwa wołyńskiego. Do II wojny światowej w pobliżu miejscowości znajdował się niewielki chutor Jamskie.
Na terenie miejscowości znajduje się mogiła żołnierzy KOP poległych podczas walk o Szack we wrześniu 1939 r. Z uwagi na jej uszkodzenie Instytut Pamięci Narodowej od 2020 r. wnioskuje do strony ukraińskiej o przeprowadzenie prac poszukiwawczych i zabezpieczenie miejsca pochówku.
Do 2020 w rejonie szackim.